# Stephan Hlawa
Stephan Hlawa auch Stefan Hlawa (* 2. Februar 1896 in Wien; † 5. Juni 1977 ebenda) war ein österreichischer Bühnen- und Kostümbildner, Maler und Graphiker. 
Der Großteil von Hlawas Karriere spielte sich am Wiener Burgtheater ab, für das er 1932 bis 1945 und ab 1948 wieder tätig war und für welches er über 300 Bühnenbilder entwarf. 1945–48 wirkte er am Innsbrucker Landestheater. Er arbeitete auch für das Theater an der Wien, das Wiener Volkstheater (Jacques Offenbachs Die schöne Helena, 1949), für die Wiener Volksoper, die Staatsoper und die Salzburger Festspiele – insgesamt schuf er mehr als 200 Ausstattungen. 
1971 wurde ihm die künstlerische Gestaltung der Ankunftshalle des Flughafens Wien-Schwechat übertragen.
Hlawa erhielt zahlreiche Auszeichnungen, etwa 1956 den Preis der Stadt Wien für Bildende Kunst und 1968 den Grillparzer-Ring.
Er wurde am Grinzinger Friedhof bestattet.